# Château de Béneauville (Chicheboville)
Cet article concerne le château de Béneauville situé à Moult-Chicheboville. Pour le château homonyme situé à Bavent, voir Château de Béneauville (Bavent).
Le château de Béneauville est un édifice du XVIIe siècle situé à Moult-Chicheboville, en France.

## Localisation
Le monument est situé dans le département français du Calvados, à 600 m au nord-ouest de l'église Notre-Dame, sur le territoire de l'ancienne commune de Béneauville, absorbée en 1835 par Chicheboville, elle-même devenue en 2017 commune déléguée de la commune nouvelle de Moult-Chicheboville.

## Historique
Arcisse de Caumont précise que Mme Fribois occupe les lieux (ca 1850).

## Architecture
Les façades et les toitures du château et des communs, ainsi que le parc, sont inscrits au titre des monuments historiques depuis le 17 avril 1952.